# 说假话的机器人
《说假话的机器人》（Liar!）是美国作家艾萨克·阿西莫夫创作的一篇短篇科幻小说。这篇小说初次出版在1941年五月的《超级科学故事》杂志上。后来收录于1950年的《我，机器人》(I, Robot)和1982年的《机器人全集》。这篇小说是阿西莫夫正式出版的第三部关于正子机器人的作品。
1969年，这篇小说被改编为英国电视连续剧《来自未知》中的一集。

## 故事梗概
由于制作中的一个失误，一台名为赫比（英語：Herbie）的HRB-34型机器人具有了心灵感应的能力。在美国机器人公司的机器人专家们试图寻找其原因时，赫比向他们透露了其他人的想法。由于赫比仍然受机器人第一定律的约束，他巧妙地用谎言来避免伤害人类的感情。但当谎言被揭穿时，人们还是受到了伤害，尤其是机器人心理学家苏珊·凯文（英語：Dr. Susan Calvin）博士。苏珊·凯文出于感情上的报复心理，让赫比陷入了一个无法解决的逻辑悖论，最终导致了他的崩溃。
和阿西莫夫很多其他小说一样，这篇小说的主题仍然是机器人三定律。不同的是，当机器人具有了心灵感应的能力时，第一定律中伤害的定义由仅仅是物理上的伤害延伸到了精神上的伤害。
阿西莫夫创造的另一个具有心灵感应能力的机器人出现在他的作品《曙光中的机器人》中。在其中遥远的未来，关于赫比的故事已经变成了一个谜一般的传说。
赫比也是科幻小说史上开说谎之先河的机器人之一，而机器人说谎这一题材也一再被后来的科幻作家们所采用。